# Lúčka (okres Svidník)
Lúčka, do roku 1927 slovensky též Lúčky (maďarsky Tapolylucska) je obec na Slovensku v okrese Svidník, v jihozápadní části Ondavské vrchoviny v Nízkých Beskydech.

## Historie
Lúčka vznikla kolem poloviny 14. století na panství Chmeľovec a poprvé je písemně zmiňována v roce 1401 jako Luchka. V roce 1427 bylo zaznamenáno 21 port. V roce 1787 měla obec 16 domů a žilo zde 114 obyvatel, v roce 1828 zde bylo 20 domů a 175 obyvatel, kteří byli zaměstnáni jako rolníci. V letech 1986 až 1990 byla Lúčka součástí obce Kračúnovce. V roce 1993 zde byl postaven římskokatolický kostel Nanebevzetí Panny Marie.